# أيون تشيكو
أيون تشيكو (بالمولدوفية: Ion Chicu) (مواليد 28 فبراير 1972 -) سياسي مولدوفي، وهو رئيس وزراء مولدوفا منذ 14 نوفمبر 2019، بعد الإطاحة بحكومة ساندو بقيادة مايا ساندو في اقتراح حجب الثقة من برلمان مولدوفا.

## سيرة شخصية

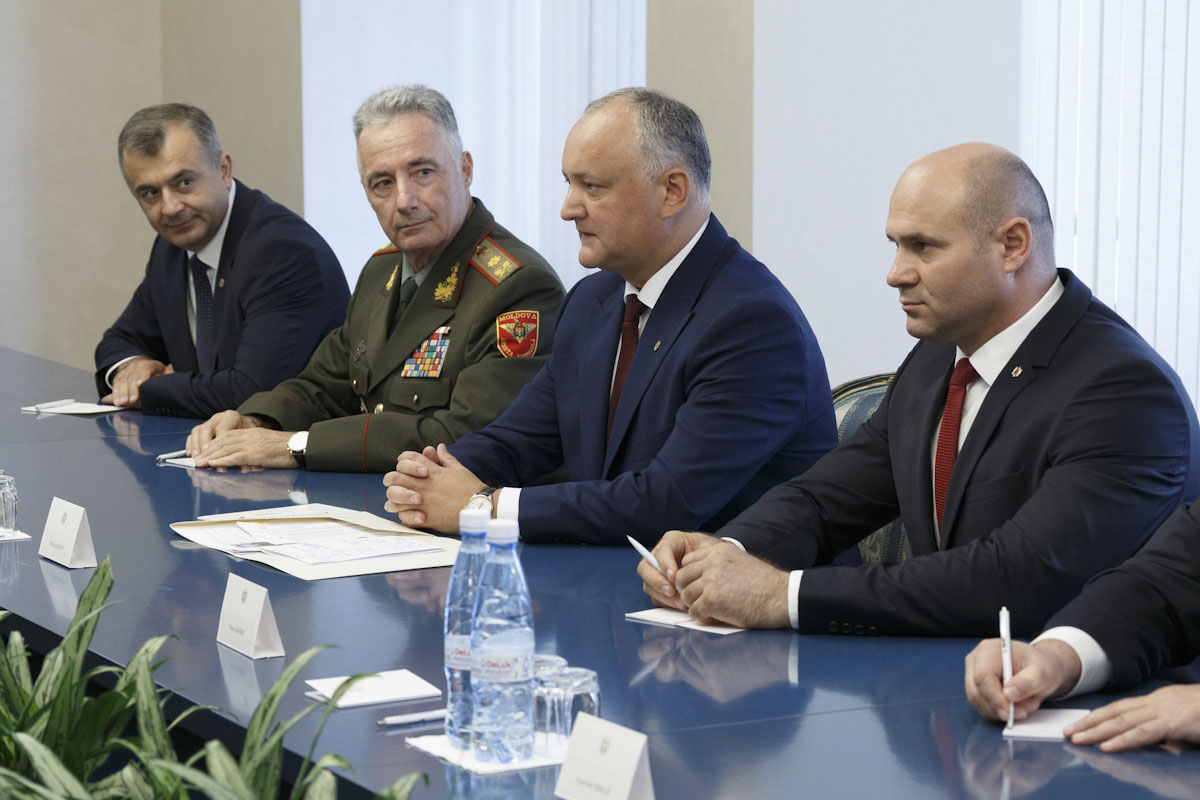
تشيكو (أقصى اليسار) مع مستشار الأمن القومي المولدوفي فيكتور جايسيوك (يسار الوسط) ورئيس مولدوفا إيغور دودون (في الوسط) ووزير الدفاع بافيل فويكو في أغسطس 2019.

ولد في 28 فبراير 1972. تخرج من كلية الإدارة في أكاديمية الدراسات الاقتصادية في مولدوفا. في عام 2005، عمل مديرًا للمديرية العامة للإصلاحات الهيكلية بوزارة الاقتصاد والتجارة. في أواخر العقد الأول من القرن الحادي والعشرين، كان نائب وزير المالية في مولدوفا. من أبريل 2008 إلى سبتمبر 2009، كان كبير مستشاري الدولة لرئيس الوزراء فاسيلي تارليف في القضايا الاقتصادية والعلاقات الخارجية. كما شغل منصب رئيس مجلس التنمية الاستراتيجية بجامعة ولاية نيكولاي تيستميانو للطب والصيدلة، وعمل كمستشار في إدارة المالية العامة في مختلف المشاريع. في يناير 2018، تم تعيينه أمينًا عامًا لوزارة المالية، وفي ديسمبر من نفس العام، أصبح وزيرًا للمالية. استقال من هذا المنصب خلال الأزمة الدستورية المولدوفية لعام 2019 التي أسقطت الحكومة الفلبينية.

## رئاسة الوزراء (2019-حتى الآن)

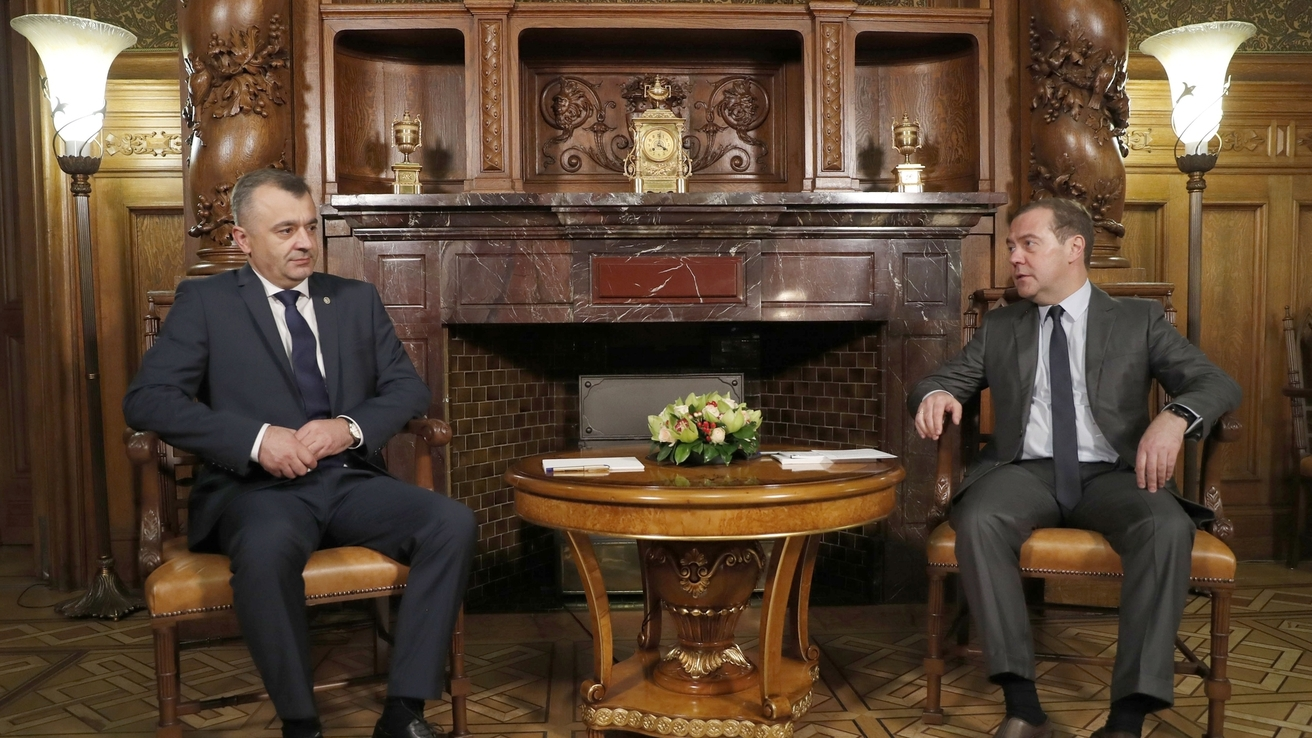
تشيكو مع دميتري ميدفيديف في موسكو.

في 14 نوفمبر 2019، بعد الإطاحة بحكومة رئيس الوزراء مايا ساندو في تصويت بحجب الثقة بعد محاولات تمرير مشاريع قوانين لتغيير النظام القضائي. بدعم من ما يزيد قليلاً عن 60٪ من النواب، تمت الموافقة على تشيكو كرئيس وزراء بديل. وأعلن في اليوم نفسه أن حكومته «ستفي بجميع التزامات الدولة تجاه الشركاء الخارجيين والمنظمات المالية الدولية، وفي المقام الأول صندوق النقد الدولي والبنك الدولي». في وقت تعيينه، وصفه الرئيس إيغور دودون بأنه «تكنوقراطي، محترف لم يكن في أي حزب سياسي»، على الرغم من أن تشيكو كان يعمل كمستشار للرئيس دودون. في اليوم التالي، قدمه الرئيس دودون إلى مجلس الوزراء الجديد، والذي ضم فيكتور جايسيوك كوزير للدفاع وبافيل فويكو كوزير للداخلية. في 20 نوفمبر، ذهب إلى موسكو في أول زيارة عمل، حيث أجرى محادثات مع رئيس الوزراء ديمتري ميدفيديف.